# Valeriano López
Valeriano López Mendiola (Casma, 4 maggio 1926 – Callao, 16 aprile 1995) è stato un calciatore peruviano, di ruolo attaccante.
Soprannominato El tanque de Casma ("Il carro armato"), ha giocato come attaccante centrale, aiutato dalla stazza potente, 188 cm per 82 kg. È considerato uno dei più grandi colpitori di testa della storia del calcio di sudamerica.
Nella massima serie realizzò 207 gol in 199 partite. Il rapporto tra reti segnate da López e partite giocate è di 1,04. In sudamerica è paragonabile soltanto con quelle di Bernabé Ferreyra (1.01) e Arthur Friedenreich (1.10).

## Caratteristiche tecniche
Realizzatore prolifico, era molto bravo nel colpire di testa, tanto che oltre la metà dei suoi gol furono fatti in quel modo. Era un centravanti d'area di rigore, dotato di grande forza fisica, buona tecnica e dalla potenza del suo destro.

## Carriera
Iniziò la sua carriera nel Sport Boys, club nel cui è il calciatore più rappresentativo della storia. Nel corso della stagioni 1946, 1947 e 1948 realizzò sorprendentemente 62 reti in 54 partite, con una media superiore ad un gol a partita. È, inoltre, cannonieri i tre anni. In 1949 sanctioned a perpetuity alla fuga della concentrazione del Nazionale di calcio del Perù.
Passato al Deportivo Cali, (Colombia) nel 1949, diventando subito nella stella della squadra, contribuì con i suoi 43 gol in 39 partite. Era il leader del Deportivo Cali prima che i Millonarios di Alfredo Di Stéfano e Adolfo Pedernera, in quei classici di calcio colombiano. López ha stabilito il record storiche di gol in giornate consecutive nel campionato colombiano (12 partite)
In 1951 la sanzione è sollevata e tornato in patria, al Sport Boys, vince el titolo nazionale, laureandosi capocannoniere del calcio peruviano realizzando l'impressionante record di 31 gol in 18 partite, essendo riuscito a essere il realizzatore più prolifico a livello sudamericano dell'anno 1951.
Dopo avere realizzato il successo, ha inizio la sua parabola discendente, dovuta principalmente alla sua dipendenza dall'alcol e alla sua passione per la cosiddetta bella vita, ma anche alla sua scarsa disciplina.
Nel 1953 López passò all'Huracan, ma non ebbe molto successo in terra argentina; nonostante vada in rete con buona regolarità, 10 reti in 18 presenze, è però inferiore alle attese.
Nel 1954 torna in patria, al Alianza Lima, vince due titoli nazionale (1954 e 1955). Dopo gioco in Ramón Castilla, Sport Boys e Deportivo Cali, dove terminò la carriera di calciatore in 1961.

### Nazionale
Con la sua nazionale ha partecipato in due Coppa America (1947 e 1955).  Nel 1948 vince la medaglia d'oro nei Giochi Bolivariani e il titolo di capocannoniere con 5 gol. Inoltre, ha partecipato Calcio ai Giochi panamericani, dove ha annotato 5 gol di testa contro Panama, 2 contro Messico e una contro l'Uruguay, che gli valsero il titolo di capocannoniere.

## Palmarès

### Club

#### Competizioni nazionali
- Campionato peruviano: 4

Sport Boys: 1951, 1958
Alianza Lima: 1954, 1955

### Nazionale
- Giochi Bolivariani: 1

1948

### Individuale
- Capocannoniere del Campionato di calcio peruviano: 4

1946, 1947, 1948, 1951
- Capocannoniere della Giochi Bolivariani:1

1948
- Cannoniere sudamericano dell'anno

1951
- Capocannoniere dei Giochi panamericani:1

1952